# Straatweg Hoorn - Enkhuizen

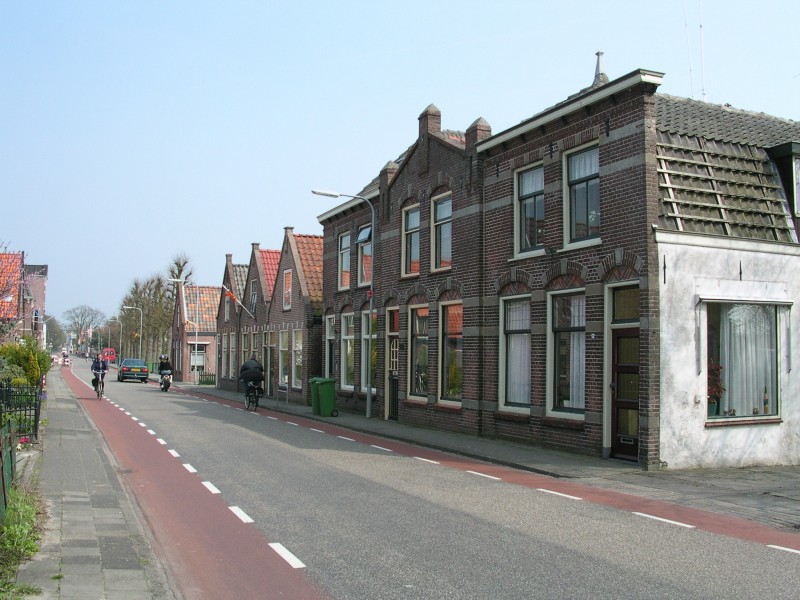
Het Westeinde bij Enkhuizen, het oostelijke deel van de straatweg.

De straatweg van Hoorn naar Enkhuizen is een verharde weg die de Nederlandse plaats Hoorn verbindt met Enkhuizen via Westerblokker, Oosterblokker, Westwoud, Hoogkarspel, Lutjebroek, Grootebroek en Bovenkarspel. De straatweg kwam gereed in 1671 en was daarmee na de Zeestraat tussen Den Haag en Scheveningen uit 1664 de eerste stenen straatweg in het gewest Holland (maar wel de eerste van deze lengte).
De straatweg werd aangelegd omdat de verbinding tussen Hoorn en Enkhuizen destijds problematisch was: via het binnenwater was er geen directe verbinding en de enige weg tussen Hoorn en Enkhuizen ging over de kronkelige Zuiderdijk. Een trekvaart tussen Hoorn en Enkhuizen had voor de hand gelegen; de trekschuit was in opkomst als interlokaal vervoermiddel in het waterrijke Holland. De waterstaatkundige situatie in oostelijk West-Friesland zou dit echter tot een zeer moeizame onderneming hebben gemaakt.
In plaats daarvan begon men in 1668 met de aanleg van een met klinkers bestrate weg tussen de twee steden, die in 1671 gereed kwam, en de eerste in het gewest Holland was. In 1724 volgde een aansluiting van Hoogkarspel naar Medemblik.
De straatweg zou zeker twee eeuwen na de aanleg de belangrijkste wegverbinding tussen Hoorn en Enkhuizen blijven. De weg verkeerde begin 19e eeuw in een slechte toestand, daar men de weg regelmatig boende en het daardoor niet mogelijk was er zand of puin op te storten voor onderhoud. In 1819 werd het beheer over de weg samengevoegd met dat van de verbinding tussen Hoorn en Amsterdam, om samen de Zesstedenweg te vormen (een deel van de weg, in Grootebroek, heet nog steeds zo). Vanaf 1882 poogde de West-Friesche Tramweg-Maatschappij over de straatweg een stoomtramverbinding aan te leggen, een poging die enige jaren later al gestaakt moest worden. In plaats daarvan kwam er — nadat in 1885 al de spoorlijn tussen Hoorn en Enkhuizen was gereedgekomen — in 1889 de paardentram Hoorn - Enkhuizen, die in 1918 weer werd opgeheven. Enige jaren later kwam er een reguliere autobusverbinding over de weg.
Met de aanleg van de provinciale weg S9 (later N506) en de opening van de Drechterlandseweg en Westfrisiaweg rond 1980 verloor de weg door de Streek zijn belang als interlokale verkeersweg. In de jaren 1980 werd de straatweg in de Hoofdstraat van Bovenkarspel onderbroken voor de bouw van winkelcentrum Streekhof.

## Tracé
- Gemeente Hoorn:
  - Koepoortsweg;
  - Provincialeweg, N506 (vroeger Nieuwe Weg);
  - Westerblokker.
- Gemeente Drechterland:
  - Boekert;
  - Oosterblokker;
  - Binnenwijzend;
  - Dokter Wytemalaan (Westwoud);[noot 1][1]
  - Dokter Nuijensstraat (Westwoud);[noot 2][2]
  - Streekweg (Hoogkarspel).
- Gemeente Stede Broec:
  - P.J. Jongstraat (Lutjebroek);
  - Zesstedenweg (Grootebroek);
  - Hoofdstraat (Bovenkarspel).
- Gemeente Enkhuizen:
  - Westeinde.
  - Westerstraat.